# 歐塞奇比奇
歐塞奇比奇（英語：Osage Beach）是位於美國密蘇里州康登縣及米勒縣的城市。

## 人口
根據2020年美國人口普查的數據，歐塞奇比奇的面積為26.92平方千米，當中陸地面積為25.44平方千米，而水域面積為1.48平方千米。當地共有人口4637人，而人口密度為每平方千米172人。